# Closet Monster (filme)
Closet Monster (bra: O Monstro no Armário ou Oscar e Wilder: Amor Improvável) é um filme de drama alegórico canadense de 2015 dirigido e escrito por Stephen Dunn. Estrelado por Connor Jessup, teve sua estreia no Festival Internacional de Cinema de Toronto em 13 de setembro de 2015. O filme segue a história do adolescente artista Oscar Madly que é assombrado por memórias traumáticas.

## Elenco
- Connor Jessup - Oscar Madly
- Isabella Rossellini - Buffy
- Aaron Abrams - Peter Madly
- Aliocha Schneider - Wilder
- Joanne Kelly - Brin Madly
- Sofia Banzhaf - Gemma
- Jack Fulton - Oscar (jovem)
- Mary Walsh - Allison
- Marthe Bernard - Bridgette
- James Hawksley - Andrew

## Recepção
No agregador de críticas Rotten Tomatoes, o filme tem uma taxa de aprovação de 80% com base em 30 opiniões. O consenso crítico do site diz: "Closet Monster é uma fábula única e discreta, impulsionada por uma forte atuação de Connor Jessup."
No Metacritic, o filme tem uma pontuação média de 81 em 100, com base em 11 críticos, indicando "aclamação universal".